# Mounia Aboulahcen
Mounia Aboulahcen (Casablanca, 5 november 1982) is een gewezen Belgische atlete van Marokkaanse origine. Zij had zich toegelegd op de lange afstand en het veldlopen. Zij nam tweemaal deel aan een wereldkampioenschap atletiek en veroverde op vier nummers in totaal acht Belgische titels.

## Biografie
Aboulahcen werd in 2001 op de 10.000 m voor het eerst Belgisch kampioene. Het jaar nadien veroverde ze naast de titel op de 10.000 m ook die op de 5000 m en de marathon. Ze nam dat jaar ook deel aan het wereldkampioenschap halve marathon. Ze werd 42e. In 2003 behaalde ze hetzelfde resultaat op de wereldkampioenschappen veldlopen.
In 2004 veroverde Aboulahcen een derde titel op de 10.000 m en een tweede op de marathon. De volgende jaren werd ze Belgisch kampioene veldlopen en behaalde ze een vierde titel op de 10.000 m.

### Clubs
Aboulahcen was aangesloten bij Vilvoorde AC, CS Vorst, Atlemo en Excelsior Sport Club.

## Belgische kampioenschappen
| Onderdeel | Jaar                   |
| --------- | ---------------------- |
| 5000 m    | 2002                   |
| 10.000 m  | 2001, 2002, 2004, 2006 |
| marathon  | 2002, 2004             |
| veldlopen | 2005                   |

## Persoonlijke records
| Onderdeel      | Prestatie | Datum            | Plaats              |
| -------------- | --------- | ---------------- | ------------------- |
| 1500 m         | 4.18,99   | 6 juli 1996      | Mulhouse            |
| 5000 m         | 15.52,65  | 7 juli 2002      | Brussel             |
| 10.000 m       | 33.39,66  | 3 juli 2002      | Seraing             |
| 5 km           | 16.18     | 31 december 2003 | Trier               |
| 10 km          | 33.43     | 19 augustus 2006 | Aalten              |
| 15 km          | 51.39     | 11 november 2001 | Nijmegen            |
| 10 mijl        | 56.17     | 15 augustus 2006 | Frameries           |
| 20 km          | 1:09.35   | 6 maart 2005     | Alphen aan den Rijn |
| halve marathon | 1:13.26   | 26 maart 2006    | Venlo               |
| marathon       | 2:35.10   | 10 oktober 2004  | Brussel             |

## Palmares

### 5000 m
- 1997:  BK AC - 16.01,29
- 2002:  BK AC - 15.52,65

### 10.000 m
- 2001:  BK AC in Duffel - 35.42,09
- 2002:  BK AC in Seraing - 33.39,66
- 2004:  BK AC in Sint-Lambrechts-Woluwe  - 33.54,25
- 2006:  BK AC in Eigenbrakel - 34.34,36

### 12 km
- 2010: 6e Zandvoort Circuit Run - 44.26

### 15 km
- 2001: 9e Zevenheuvelenloop - 51.39
- 2006:  Montferland Run - 51.59

### halve marathon
- 2002: 5e halve marathon van Egmond - 1:15.34
- 2002: 12e City-Pier-City Loop - 1:15.40
- 2002: 42e op WK in Brussel - 1:14.13
- 2004: 5e halve marathon van Lille - 1:14.21
- 2005: 11e City-Pier-City Loop - 1:14.26

### marathon
- 2002:  BK AC in Gent - 2:40.17
- 2002:  marathon van Utrecht - 2:43.09
- 2004:  BK AC in Brussel - 2:35.10

### veldlopen
- 1989: 84e op WK U20 in Stavanger
- 1991: 101e op WK U20 in Antwerpen
- 2003: 42e op WK in Brussel
- 2004:  BK AC in Stene
- 2005:  BK AC in Stene